# Mixophyes hihihorlo
A Mixophyes hihihorlo a kétéltűek (Amphibia) osztályának békák (Anura) rendjébe, a Myobatrachidae családba, azon belül a Mixophyes nembe tartozó faj.

## Előfordulása
Pápua Új-Guinea endemikus faja. Egyetlen élőhelyen ismert, a Dél-Felföld tartomány Namosado településének környékén, 900 m-es tengerszint feletti magasságban.

## Megjelenése
Nagy termetű faj, a hímek mérete 69–75 mm, a nőstényeké 85–90 mm, lába hosszú, szemei kicsik. Háta közepén keskeny csík húzódik. Lábujjai közt fejlett úszóhártya van. Ez a Mixophyes nembe tartozó első faj, amelyet Pápua Új-Guineában figyeltek meg.

## Természetvédelmi helyzete
A  vörös listában az adathiányos fajok között van nyilvántartva.